# フォルクスワーゲングループジャパン
フォルクスワーゲングループジャパン株式会社（略称VGJ）は、ドイツに本社を置くフォルクスワーゲンAGの100%出資による日本法人である。日本においてフォルクスワーゲンの自動車を輸入販売しているほか、フォルクスワーゲン・グループに属するブランド車の輸入業務も行っている。本社は愛知県豊橋市明海町にある。

## 会社の変遷
1983年7月、ドイツに本社を置くフォルクスワーゲン製造AG（現・フォルクスワーゲンAG）の日本における輸入販売強化、組み付け用部品、材料などの調達、技術提携、情報収集、企業広報を目的として日本法人「フォルクスワーゲン株式会社（英：Volkswagen Asia Ltd.）」を東京都港区南青山に設立。1989年8月には「フォルクスワーゲン アウディ 日本 株式会社（VAN）」に社名変更。1990年からはフォルクスワーゲンとアウディの輸入元として日本国内での正規ディーラーネットワークの展開に着手する。1992年には愛知県豊橋市明海町（三河港明海地区）に国内最大級の専用埠頭を有する陸揚げ・輸入整備施設を建設し、本社も移転した。1996年9月に再び社名変更し「フォルクスワーゲン グループ ジャパン 株式会社（VGJ）」となった。

## 取り扱いブランド
フォルクスワーゲンAGの他社ブランド買収により、ロールス・ロイスやベントレーの日本での輸入販売業務も日本国内他社インポーターから引き継いだ。2000年から2011年まで11年連続で日本における輸入車シェア（乗用車の国内新車登録台数）第1位となっている。

### フォルクスワーゲン（1991年 - 現在）
日本では、ヤナセによるフォルクスワーゲン (ビートル) の輸入から始まった。VANが設立されたことで、一時期ヤナセとVANの2社が輸入権を持っていたが、のちヤナセが権利を放棄しVANに一本化された。ヤナセは2005年よりVGJの一ディーラーとして、フォルクスワーゲンの販売を再開している。
- 1954年-1992年：ヤナセ
- 1990年- 現在：VAN（1996年9月からはVGJ）
  - 1990年から1992年の間はヤナセとVANの両社が輸入権を保持していた[2]。

### アウディ（1992年 - 1998年、2022年 - 現在）
アウディもフォルクスワーゲン同様、ヤナセにより輸入販売されていたが、VANの設立により一本化された。しかし、フォルクスワーゲン車との併売であったため、価格的に売りやすいVW車の販売が優先され、アウディ車拡販の戦略がなかった。1998年にフォルクスワーゲン販売チャネルとアウディ販売チャネルの見直しがなされ、アウディ車はアウディジャパンとしてアウディAGが管理する体制となった。そして、全国ディーラー網の契約を一旦白紙化した上で新契約を締結し直し、2001年から全て専売制に移行した。フォルクスワーゲンAG傘下の8ブランドがフォルクスワーゲンブランドとアウディブランドとに大きく2分割された管理体系とされるのはのちの2002年からである。
アウディ車の日本での輸入元および販売がアウディジャパンに移行されて以降も、実質的な輸入業務は引き続きVGJで行われており、同社の埠頭から陸揚げされ、整備工場で整備、出荷されている。2022年にVGJがアウディジャパンを吸収合併したのに伴い、再度同社が日本での輸入元となった。
- 1970年 - 1992年：ヤナセ
- 1990年 - 1998年：VAN（1996年9月からはVGJ）
- 1998年 - 2021年：アウディジャパン
- 2022年 - 現在：VGJ
  - 1990年から1992年の間はヤナセとVANの両社が輸入権を保持していた[2]。

### ロールスロイス（2002年 - 2003年）
1998年、フォルクスワーゲンAGとBMWがロールスロイスの買収で競い合い、結果フォルクスワーゲンが獲得した。これによりVWはロールスロイスとベントレーの両ブランドを獲得したはずだった。しかし、ロールスロイスの売却元であり、別にロールスロイス（航空機）を保有していた親会社ヴィッカーズの意向により、ロールスロイスブランドの使用権はのちにBMWに決定した。最終的にVWはベントレーのみを残し、ロールスロイスの権利はBMWに売却した。
VGJは、事業部としてロールスロイス&ベントレーモーターカーズジャパン（代表：ティム・マッキンレイ）を設け、ロールスロイスとベントレーを販売していた。
- 2001年まで：コーンズ & カンパニーリミテッド
- 2001年 - 2003年：VGJ（ロールスロイス&ベントレーモーターカーズジャパン事業部）
- 2004年以降：ロールスロイス モーター カーズ リミテッド（ロールスロイス日本法人）。販売代理店はコーンズ・アンド・カンパニーリミテッド[2]。

### ベントレー（2002年 - 現在）
ロールスロイスの離脱後、ベントレーのみとなって以降のVGJの事業部はベントレーモーターズ ジャパン（代表：ティム・マッキンレイ）となった。
- 2001年まで：コーンズ & カンパニーリミテッド
- 2001年 - 現在：VGJ　ロールスロイス&ベントレーモーターカーズジャパン事業部（現・ベントレーモーターズ ジャパン事業部）
  - 現在、コーンズ & カンパニーリミテッドはベントレーモーターズ ジャパンの正規ディーラーとなっている。ベントレー車の発表はコーンズ & カンパニーリミテッドのベントレー青山ショールームが使われることが多い[2]。

### ポルシェ
輸入元はポルシェジャパンであるが、ポルシェ車の陸揚げ、整備、出荷業務はVGJ内で行われている。

### ランボルギーニ（2022年 - 現在）
1999年にアウディ傘下となり、フォルクスワーゲングループに所属することになったため、2001年にアウディジャパンが輸入元になりビジネスユニット「ランボルギーニ ジャパン」が設立された。アウディ車と同様、VGJ内にて陸揚げ、整備、出荷業務が行われている。2022年にアウディジャパンがVGJに吸収合併されたことに伴い、VGJが日本での輸入元となった。

## 役員
- 1983年8月 ‐ 1994年：代表取締役社長　溝口靖人（バンドー化学より転身。のちに豊橋創造大学教授）
  - 1983年8月 ‐ 1998年：代表取締役副社長兼フォルクスワーゲン・アジア・パシフィック東京事務所代表　ロバート H ヤンソン　（1980年からVWAG日本地区代表。のちに独立し、ヤンソン・アンド・アソシエイツ代表）
- 1994年3月 - 1998年: 代表取締役社長　佐藤満（ホンダから就任。のちゼネラルモーターズジャパン社長）
  - 1997年 代表取締役副社長　ウド・シュルケ（前フォルクスワーゲンリーシングGmbH社長）
- 1998年 - 2001年: 代表取締役社長 ピーター・アンソニー・ノッカー
- 2001年7月1日 - 2012年：代表取締役社長　梅野勉 （ホンダ（オーストラリア法人社長など）を経て入社し副社長から昇格）
- 2012年8月 - 2015年7月31日：代表取締役社長　庄司茂（日本自動車輸入組合理事長を兼任)
- 2015年8月1日 -：代表取締役社長　スヴェン・シュタイン

## 部門・施設
愛知県豊橋市に本社機構を置き、東京都品川区の御殿山トラストタワー、横浜市西区のみなとみらいグランドセントラルタワーにオフィスを持つ。日本における自動車輸入業者としては国内最大規模である。

### 豊橋本社
- 営業本部物流部門：ディーラーからの受注へ対応し、車両の物流を担当。
- アフターセールス部門：サービス技術員のスペシャリスト育成のためのトレーニングセンターを要し、講習、研修を行う。
- テクニカルサービス部門：車両型式を取得した車は、TSC:Technical Service Centerで日本の法規・仕様に対応するよう点検、整備を行う。この整備工場は2000年にISO14001を取得。TSCで整備・点検ならびに完成検査を行った後、VGJが「カーサイロ」と呼ぶ完全自動の立体自動車倉庫に保管される。14層（階）の立体倉庫で収容台数は5,352台。「オートメーション・カートラック・システム」と呼ばれる入出庫システムがあり、能力は1時間に約120台。2004年には環境対応のため、輸送車両のガードワックスを廃止し、リサイクル可能なフルボディカバー（FBC）を採用した。
- 部品部門：輸入車には安定した部品の供給が求められるため、インポートセンター内に自動化されたCPD（中央部品倉庫）と呼ばれる部品用の自動倉庫を設置し、6万品目の収納が可能。
- 専用岸壁：自動車関連企業の輸出入が多く行われている三河港に位置し、外国車インポーターとしては、国内唯一の自社専用岸壁を保有している。専用ヤードから直接新車整備工場へ繋がっている。

### 東京オフィス
- マーケティング部門：広告宣伝活動、商品企画等を行っている。
- 広報部門：主にメディアなどに対する、広報活動を行っている。
- 営業部門：販売戦略の構築、正規ディーラーへのバックアップ、認定中古車の販売サポート等を担当する。
- フォルクスワーゲン・ファイナンシャル・サービス・ジャパン株式会社（VFJ）：フォルクスワーゲングループの車（アウディ・ベントレー・ランボルギーニ）購入する顧客へのファイナンスプログラムを提供している。各正規販売店向けのファイナンスプログラムも提供している。

### 横浜オフィス
- 東京の2拠点に分散する研究開発機能を移転・集約[4]。
- グループ各社の開発サポート・試験等をドイツ本社と共同で行うほか、自動車部品サプライヤーの開拓・ビジネス支援等も担当する[4]。

## 販売車種一覧
以下は年代別の販売車種の一覧で店頭発売日順。日本のみで企画された販売促進のための特別仕様車についてはその名称と限定台数も記している。

### ヤナセ時代
フォルクスワーゲンが日本に資本投入する以前はヤナセが長年にわたりフォルクスワーゲンを浸透させてきた。以下には日本におけるフォルクスワーゲン販売の代表的車種のみ掲載している。
- 1954年 - フォルクスワーゲン（愛称は「かぶとむし」）
- 1975年2月 - ゴルフ、フォルクスワーゲン・シロッコ
- 1977年 - 日産とサンタナプロジェクト検討開始。サンタナはパサートセダン
- 1980年4月 - 初代ゴルフ カブリオ：1993年までの累計輸入数4000台超
- 1981年 - ジェッタ：累計輸入数約4000台
- 1982年 - サンタナプロジェクトを発足

### フォルクスワーゲン株式会社
- 1984年2月 - サンタナが日産自動車座間工場でラインオフ
- 1984年4月 - 2代目ゴルフ
- 1985年 - 2代目ゴルフ GTI

### フォルクスワーゲン アウディ 日本
- 1990年4月：3代目パサート セダン（サンタナ後継）
- 1990年8月：コラード（シロッコ後継）
- 1992年4月：3代目ゴルフ
- 1992年5月：ヴェント - 累計輸入数約3万7000台
- 1993年11月：ヴァナゴン - 累計輸入数約1860台
- 1994年4月：2代目ゴルフカブリオ （3代目ゴルフベース）
- 1995年6月：ゴルフワゴン - バリアントを「ワゴン」として導入。アウトドアブームの波に乗り、1999年までに累計約3万5000台を導入。
- 1996年8月：ポロ - RJCインポート・カー・オブ・ザ・イヤー受賞

### フォルクスワーゲン グループ ジャパン
- 1997年
  - 5月：シャラン、1998年までの累計輸入台数1550台
  - 8月：4代目パサート
- 1998年8月：4代目ゴルフ
- 1999年
  - 2月：4代目ゴルフカブリオレ
  - 9月：ニュービートル
  - 10月：ボーラ

- 2000年
  - 2月：ゴルフワゴン（2代目）
  - 5月：ポロ（3代目後期型）- RJCインポート・カー・オブ・ザ・イヤー受賞
- 2001年
  - 10月：パサートワゴン
  - 11月：ルポ
- 2002年
  - 1月：ゴルフ 32 （2ドアモデル・500台限定）
  - 2月：ゴルフカブリオレ カラーコンセプト（特別仕様車・250台限定）
  - 2月26日：ニュービートル ターボ
  - 3月25日：ベントレー・アルナージ Rの予約注文の受付を開始
  - 4月：ベントレー・アルナージ T
  - 5月：パサート W8 - フォルクスワーゲンブランドでの高級路線を日本で展開開始
  - 5月：ゴルフ R32 （4ドアモデル・400台限定）
  - 6月14日：ポロ（4代目前期型）
  - 7月：ロールスロイス最終モデルを販売。シルバーセラフ（限定1台、希望小売価格2970万円）およびパークウォードリムジン（限定1台、希望小売価格3490万円）
  - 10月1日：ゴルフ イクセプト（特別仕様車）
  - 10月28日：ベントレー・コンチネンタル T（最終生産分。限定3台、希望小売価格3995万円）
- 2003年
  - 2月1日： ゴルフ アインス（特別仕様車・1500台限定）
  - 5月10日：ルポ GTI
  - 5月24日：ゴルフワゴン XP（特別仕様車・500台限定）
  - 6月：ニュービートル カブリオレ
  - 7月5日： ルポ コスタ（特別仕様車・500台限定）
  - 8月23日：ゴルフ L（エル）およびL Plus（エルプラス）- フォルクスワーゲン輸入50周年記念モデル
  - 9月2日：トゥアレグ
  - 10月3日：ゴルフワゴン シュトラーセ（特別仕様車・500台限定）
  - 10月3日：ゴルフワゴン GT
  - 11月7日： パサートワゴン アクティーフ（特別仕様車・500台限定）

- 2004年
  - 1月31日： ポロ アベニーダ（特別仕様車・1500台限定）
  - 4月：ゴルフトゥーラン - 2004-2005 インポート・カー・オブ・ザ・イヤー受賞
  - 5月：5代目ゴルフ - 2004-2005 インポート・カー・オブ・ザ・イヤー受賞
  - 9月10日：ゴルフワゴン フライハイト（特別仕様車・500台限定）
  - 10月2日：ニュービートル サルサ（特別仕様車・発売5周年キャンペーンモデル。赤のボディと赤と黒のシートを採用。475台限定）
  - 11月12日：パサート、パサートワゴンの新ラインアップを導入。
- 2005年
  - 1月14日：ポロ ヴィアッジョ（特別仕様車・1500台限定）
  - 2月11日： ゴルフワゴン アインス（特別仕様車・750台限定）
  - 4月5日：ニュービートル ホワイトバージョン/ブラックバージョン（特別仕様車・400台限定）
  - 4月9日：ニュービートル カブリオレ ダークフリント（特別仕様車・120台限定）
  - 5月14日：ゴルフ トゥーラン XE（特別仕様車・500台限定）
  - 6月4日：ゴルフ GTI
  - 6月21日： ポロ SE（Summer Edition・特別仕様車・1500台限定）
  - 7月12日：トゥアレグ W12 スポーツ
  - 9月3日：ポロ（フェイスリフト）
  - 9月：ゴルフGTI - DSG、パドルシフト、坂道発進アシスト機能追加モデル
  - 10月1日：ニュービートルおよびニュービートル カブリオレのデザイン変更
  - 11月5日：ゴルフプラス
  - 12月20日：ポロ GTI
- 2006年
  - 1月25日：5代目ゴルフ R32
  - 2月7日：ジェッタ - ボーラ後継車
  - 4月11日：パサート ヴァリアント
  - 5月13日：ゴルフトゥーラン - 装備一部変更
  - 6月3日：ニュービートル クレム（特別仕様車）
  - 7月25日：パサート ヴァリアント V6 4MOTION
  - 8月24日：トゥアレグ シュトルツ - 内外装装備一部変更
  - 9月2日：ポロ　1.6 スポーツライン、1.4 トレンドラインおよびクロスポロ
  - 10月1日：トゥアレグ W12 エクスクルーシブ
  - 10月31日：イオス - フォルクスワーゲン初の電動リトラクタブルハードトップ
  - 10月31日：ポロ 1.4 コンフォートライン - 装備を充実させながら、価格を引き下げたモデル
- 2007年1月：ゴルフGT TSI

## マーケティング

### 施策
- 1997年1月：ウェブサイト「フォルクスワーゲン ワールド」を開始。ドメインvwj.co.jp。
- 1999年4月：ISIZEとのインターネット経由での販売経路を模索
- 2000年11月からブランドキャンペーンを開始
- 2001年1月からフォルクスワーゲンが全世界で展開している店舗CIを導入
- 2002年9月：インターネットラジオ 「VWeb Radio」（ヴィーウェッブ レディオ）を開始（～2006年3月）
- 2006年5月から7月：フォルクスワーゲン ”真価を体感！“ 試乗キャンペーンを実施
- 2007年1月から3月まで：7年連続輸入車シェアトップ達成を記念し、「Thanks7 キャンペーン」を実施
- 2015年4月から12月まで：新ブランドコミュニケーション活動をスタート。愛称「ワーゲン」を 公式キャンペーンスローガンに採用し、「ゴキゲン♪ワーゲン」とした[注 1]。

（全世界ブランドスローガン「Volkswagen. Das Auto.」も併用）

### イベント
フォルクスワーゲン フェスト
「フォルクスワーゲン」をより身近に感じてもらうためにVGJが主催するフォルクスワーゲン車所有者のためのイベント。
- 第1回:2000年8月 - ツインリンクもてぎ
- 第2回:2001年9月 - 富士スピードウェイ
- 第3回:2002年9月 - 富士スピードウェイ
- 第4回:2004年5月 - ツインリンクもてぎ
- 第5回:2006年7月 - ツインリンクもてぎ
- 第6回:2008年10月 - 富士スピードウェイ
- 第7回:2014年4月 - 富士スピードウェイ
- 第8回:2015年5月 - お台場特設会場

その他のユーザーイベント
- Volkswagen Meeting 2007 - サーキットイベント。2007年に合計3回行われた。
- Volkswagen 夏まつり 2010 - 8月28日（土）・29日（日）、表参道で開催。

モーターショー出品
- 東京モーターショーや大阪モーターショーなどで展示。

### モータースポーツ
レース運営組織、フォルクスワーゲン・トロフィー・アソシエィション(VTA)が主催するレース
- フォルクスワーゲン レーシングカップ 1999年
- ワンメイクレース
  - ニュービートル カップ ジャパン 2000年
  - ルポGTIカップ ジャパン 2003年、2004年
  - ゴルフGTIカップ ジャパン 2005年、
- フォルクスワーゲンレーシング サーキットトライアル

2003年には、ソニー・コンピュータエンタテインメント制作子会社のポリフォニー・デジタルが、当時開発中だったPlayStation 2用ゲームソフト『グランツーリスモ4』をベースとしたドライビングスキル トレーニングソフト『グランツーリスモ ルポカップ トレーニングバージョン』を制作。ルポGTIカップ参加者全員にソフトが配布され、PlayStation 2本体とステアリングコントローラが貸与された。なお同ソフトは車種はルポGTIカップカーのみに限定され、コースも筑波サーキットのみ収録されている。

### スポンサー

#### スポーツ
- 本社を置く豊橋市で毎年3月に行なわれる「穂の国豊橋ハーフマラソン」では、第1回から特別協賛企業となっており、ランナーの先導車としてフォルクスワーゲン車が使用されるほか、スタート及びゴール地点の豊橋公園では、車両展示も行なわれる。
- サッカー - 2001年からジュビロ磐田のスポンサーとなり、2002年9月からはユニフォームパンツの広告スポンサーとなりフォルクスワーゲンロゴが左腿部分に入った。2005年で終了した。
- 野球でのKONAMI CUP アジアシリーズ2005での最優秀選手賞受賞者にフォルクスワーゲン「ニュービートル」1台を提供。
- 国際卓球オープン アジア地区大会のタイトルスポンサー、日本大会「フォルクスワーゲンオープン・荻村杯」協賛

#### その他
- フォルクスワーゲン全車種担当の広告代理店は、ファロンが2006年以降担当していたが2008年よりグローバルエージェンシーであるDDB Worldwideが担当している。（メディアの取り扱いは博報堂が担当）
- フジテレビジョン製作、岩井俊二監督の1995年の映画『Love Letter』で“フォルクスワーゲンアウディ日本”として製作協力している。

### 現在
- BE TRUE Presented by Volkswagen（DAZN・J-WAVEポッドキャスト 2024年5月10日 - ）
- ジャンクSPORTS（フジテレビ 2019年10月 -、同業者の日産自動車、ホンダ、トヨタ自動車も提供）
- 奇跡体験!アンビリバボー（フジテレビ 2020年10月　- 、2017年春の改編から続いたホンダから引き継いだ）
- OHK Live（OHK 2019年4月 - ）
- めざましどようび（フジテレビ、関東ローカルスポンサー 7時台後半～8時台前半ナショナルスポンサー）
- 教えてもらう前と後（MBS）
- 問わず語りの神田伯山（TBSラジオ）

### かつて提供していたテレビスポンサー
- にじいろジーン（カンテレ）　　　　　　　　　　　　　　　　　　　ラジオ番組　時報CM(JFNC)2017年4月 - 2019年3月まで週末朝5時 - 13時の時報を担当していた。

## ディーラー
ヤナセの強固な販売網に対抗すべく、「ファーレン」（Fahren）と「デュウオ」（DUO）の2つの販売網が作られた。
VANが直接販売に乗り出す際、日本各地の既存の自動車販売会社をベースに「ファーレン」という名称でVW・アウディのディーラー網を構築した。関東地区ではジヤクス（JAX）を傘下にし、ヤナセ撤退後の関東地区を補充し「ファーレン東京」とした。
1992年（平成4年）5月からはトヨタ自動車と販売提携を結んだ。トヨタは全国のトヨタ販売会社を募り「DUO」の名前で販売網を構築。ファーレン販売網と同じくVW・アウディを販売した。1998年（平成10年）12月、アウディジャパンの設立により、VW・アウディの販売は分離されたが、ディーラーの中には新たにアウディジャパンと契約し、アウディのディーラーを別途設立することで、企業体としてはVW・アウディの販売を継続したところもある。時期は不明だが、愛知県小牧市に日本初のフォルクスワーゲン専売ディーラーとして「フォルクスワーゲン小牧」が設立され、これが後に後述のファーレンの名称がフォルクスワーゲンに変更されるきっかけとなった。2001年（平成13年）1月からの新CI導入と同時に、ファーレンの名称がフォルクスワーゲンに変更された。2002年（平成14年）時点ではファーレンが99拠点、DUOは143拠点だった。
1999年（平成11年）4月、リクルートのISIZE経由で顧客をファーレンとDUOのディーラー網へ誘導することにより5年後には販売の25%をインターネット経由からとしたいと考えたが、これは実現しなかった。
2005年（平成17年）、ヤナセが「ヤナセヴィークルワールド株式会社を設立し、ディーラーとして復帰。
2009年（平成21年）、トヨタ自動車との販売提携を解消した。これにより2010年12月31日をもってDUO販売網が事実上消滅した。DUO店を運営するトヨタ販売会社はVGJと個別に販売契約を結ぶことになり、店舗名称もフォルクスワーゲンに統一された。一部のDUO店は販売提携解消とともに閉店した。
2018年（平成30年）現在、島根県のみ正規ディーラーが所在しない。

### イベント
- フォルクスワーゲン ディーラー パフォーマンス コンテスト - ディーラーにおける日常業務の習熟度を競い合うコンテスト。1995年の「第1回：サービス技術コンテスト」から開始された。当初はそれぞれ別のコンテストだったが、2005年（平成17年）から一本化し、サービステクニシャン部門、セールス部門、アドバイザー部門、パーツ部門の4部門に分かれて競われる。新車検討、購入、アフターサービスの各フェーズにおいて、正規ディーラーのCS（顧客満足）向上を目指して行われている。

- Volkswagen Sales Talk Cup - ディーラーのセールススタッフを対象とした育成とモチベーション アップを図る。1999年（平成11年）より開始。

- フォルクスワーゲン アフターセールス技術コンテスト - ：メカニック部門、サービスアドバイザー部門、パーツ部門

## 年表
- 1953年（昭和28年）- ヤナセがフォルクスワーゲンを輸入。1954年から正式な販売権（日本全国販売権）を取得し販売していた。
- 1983年（昭和58年）
  - 7月：フォルクスワーゲン株式会社を東京に設立する[注 2]。
  - VWブランド輸入累計20万台に到達。
- 1984年（昭和59年）- 日産自動車がサンタナの生産販売を開始した。
- 1989年（平成元年）
  - 8月 - フォルクスワーゲン アウディ 日本株式会社（VAN）に社名変更[注 3]。輸入販売権を取得。
  - VWブランド輸入累計30万台
- 1990年（平成2年）
  - 2月 - 千葉県千葉市に本社を置く輸入車ディーラー・株式会社ファミリーの松戸店が「ファーレン松戸店」に転換。ファーレン店第1号となる。
  - 4月 - 愛知県豊橋市にインポートセンター建設用地を取得。
  - 8月 - バンズ ファイナンス株式会社を設立。オートローン、オートリース、クレジットカードの発行・運営、ディーラー向けファイナンス業務を手がける。
  - 11月 - 系列販売店をオープン。この時点では店舗名はファーレンに統一されていなかった。
- 1991年（平成3年）
  - 3月 - VANが日本自動車輸入組合（JAIA）に加盟し、フォルクスワーゲン車の輸入を開始する。前述のとおり、この頃はヤナセも正式輸入業者であり、両社で併売されていた。
  - 4月 - 専用埠頭への入港開始。フォルクスワーゲンAG、トヨタ自動車、VANの販売提携合意。
  - VWブランド輸入累計40万台
- 1992年（平成4年）
  - 5月 - 愛知県豊橋市に本社を移転。アウディ車の輸入も開始する。トヨタがフォルクスワーゲン・アウディ車販売店鋪「DUO」をオープン。ヤナセ、「ファーレン店」、「DUO店」の3販売チャネル制となる。
  - 12月 - ヤナセはフォルクスワーゲンの輸入販売を終了。アフターサービスのみ継続した。これにより「ファーレン店」とトヨタ系の「DUO店」の2販売チャネルとなる。
  - 12月 - バブル崩壊で赤字となっていたジヤクスの株の過半数を取得し、ヤナセの撤退で穴が開いた関東地区のディーラー網を拡充する。このときジヤクスはルノーを輸入販売するインポーターだった。
- 1993年（平成5年）
  - 5月 - インポートセンターが本格操業。
  - 販売拠点100店舗を達成。
- 1995年（平成7年）- VWブランド輸入累計50万台に到達。
- 1996年（平成8年）
  - 4月 - VAN累計10万台に到達。
  - 9月 - フォルクスワーゲン グループ ジャパン株式会社（VGJ）に社名変更。
  - 販売拠点200店舗を達成。
- 1997年（平成9年）
  - 1月 - ウェブサイト「フォルクスワーゲン ワールド」を開始。
  - 12月 - アウディAGがファーレン東京株式会社の公開買付を実施。
  - VWブランド輸入累計60万台、VAN/VGJ累計20万台（含むアウディ）に到達。
- 1998年（平成10年）
  - 2月 - アウディAGによるファーレン東京の株式公開買付けが終了し、同社の88.55%の株式を取得。
  - 4月1日 - ファーレン東京がアウディジャパン株式会社に商号変更。アウディ車販売は分離される。別途、独フォルクスワーゲングループ100%出資の販売会社としてファーレン東京が設立。以前のファーレン東京の業務内容は同社に営業譲渡され、全販売拠点並びに全従業員を引き継ぎ、営業を開始する。
  - 4月 - フォルクスワーゲン アウディ パーツセンター（VAPC）を設立する。認定中古車制度開始。
  - 12月 - アウディAGがアウディ ジャパンの全株式を取得する。
- 1999年（平成11年）- 林文子がビー・エム・ダブリュー東京新宿支店長からファーレン東京の社長に就任。バブル時に投資した不動産の借入が本業を圧迫していた同社を1年後に黒字化した。
- 2000年（平成12年）- VWブランド輸入累計70万台、VAN/VGJ累計30万台（含むアウディ）に到達。
- 2001年（平成13年）
  - 1月1日 - ファーレン東京がフォルクスワーゲン東京株式会社に社名変更。
  - 1月 -
    - ヤナセがアウディジャパンと契約し、アウディ車販売を再開。
    - ロールスロイス&ベントレーモーターカーズジャパン事業部（のちベントレー モーターズ ジャパン）が東京オフィスで営業開始。
- 2002年（平成14年）
  - ロールスロイスとベントレーの輸入を開始。なおロールスロイスの取扱はBMWとの関係で2003年で終了し、翌年からロールスロイスモーターカーズリミテッドに移る[7]。
  - 1月1日 - 価格改定。
  - 9月 - インターネットラジオ「VWeb Radio」（ヴィーウェッブ レディオ）を開始。
  - 10月 - アウディジャパンが、ヤナセとの合弁でヤナセアウディ販売株式会社を設立。
  - 国内年間新車登録台数過去最高の61,121台を記録。
- 2003年（平成15年）
  - 1月31日 - ベントレーモータース ジャパン事業部が、コンチネンタルGTを日本でプレビュー。
  - 7月23日 - VAN/VGJ累計50万台（含むアウディ）に到達。
  - 9月 - 純正部品・アクセサリーの保証期間を従来の1年から延長し、2年間とする。
- 2005年（平成17年）
  - ヤナセが2004年に設立した子会社・ヤナセヴィークルワールド株式会社が、VGJとの契約の下でフォルクスワーゲン車の販売を再開した。
  - 6月 - VWブランド輸入累計100万台。豊橋インポートセンターで記念式典を開催。[2]

- 2007年（平成19年）‐ アウディジャパンがヤナセアウディ販売を買収し、インポーター直販ディーラー「アウディジャパン販売株式会社」を設立。ヤナセは同年10月に子会社「ヤナセオートモーティブ株式会社」を設立し、アウディ車販売を継続する。
- 2009年（平成21年）12月 - トヨタ自動車との販売提携を終了。それに伴い2010年12月31日付でDUO販売網が消滅する。
- 2011年（平成23年）5月1日 - フォルクスワーゲン東京がフォルクスワーゲンジャパン販売株式会社に社名変更。
- 2016年（平成28年）11月15日 - 新品タイヤに対する保証としては日本初となる「Volkswagen タイヤパンク補償サービス」を実施[8]。
- 2018年（平成30年）8月1日 - フォルクスワーゲングループに属する、オーストリア拠点の販売会社「ポルシェホールディングGmbH」[注 4]が、日本法人「PAIGジャパンオートモビルインベストメント合同会社」を設立。
- 2019年（平成31年）1月18日 - フォルクスワーゲンジャパン販売の全株式をPAIGジャパンオートモビルインベストメントに譲渡[9]。
- 2020年（令和2年）4月1日 - アウディジャパン販売の全株式をPAIGジャパンオートモビルインベストメントに譲渡[10]。
- 2022年（令和4年）1月1日 - VGJが、アウディジャパンおよび同社傘下のランボルギーニジャパンを吸収合併。これにより、アウディ・ベントレー・ランボルギーニの各ブランドビジネスはVGJの統括下に入る。各ブランドの販売網は従前通り別々に運営される。
- 2025年（令和7年）1月1日 - アウディジャパン販売がフォルクスワーゲンジャパン販売を吸収合併し「Audi Volkswagen Retail Japan株式会社」に名称変更する[11]。